# Pacto oriental
El Pacto oriental fue un tratado de asistencia mutua propuesto, destinado a unir la Unión Soviética y Checoslovaquia, Polonia, Finlandia, Estonia, Letonia y Lituania en oposición a la Alemania nazi.
La idea del Pacto oriental fue adelantada a principios de 1934 por el ministro francés de Asuntos Exteriores Louis Barthou, y fue apoyada activamente por el gobierno soviético. En mayo y junio de 1934, la Unión Soviética y Francia acordaron concluir un tratado bilateral que preveía la garantía de Francia del Pacto oriental y la garantía de los Tratados de Locarno de 1925 por la Unión Soviética. El 14 de junio de 1934, el gobierno de la Unión Soviética invitó a todos los Estados interesados a participar en el Pacto oriental. Checoslovaquia (2 de julio), Letonia y Estonia (29 de julio) y Lituania (3 de agosto) declararon su disposición a adherirse al pacto. Sin embargo, Estonia y Letonia hicieron que la adhesión de Alemania y Polonia fuera una condición de su propia participación. 
El gobierno de Finlandia evitó expresar su actitud hacia el Pacto oriental. Barthou apeló al gobierno británico en nombre del gobierno de Francia, pero los británicos, aunque aprobaron formalmente la idea del Pacto oriental, supeditaron su apoyo a la inclusión de Alemania tanto en el tratado de ayuda mutua regional como en el tratado franco-soviético, para que las garantías soviéticas y francesas se extendieran a Alemania. Los gobiernos de la Unión Soviética y Francia aceptaron esto. Sin embargo, el Gabinete Hitler (11 de septiembre de 1934) y posteriormente el gobierno de Polonia (27 de septiembre de 1934) se negaron a participar en el Pacto Oriental.
Después del asesinato de Barthou por Vlado Chernozemski el 9 de octubre de 1934, la diplomacia francesa junto con los británicos se alejaron de la Unión Soviética y adoptaron la política de apaciguamiento hacia la Alemania nazi. El Pacto oriental propuesto nunca fue implementado.